# Aglaja Veteranyi
Aglaja Veteranyi (Bukarest, 1962. május 17. – Zürich, 2002. február 3.) svájci színésznő és írónő.

## Élete
Aglaja Monika Veteranyi romániai cirkuszdinasztiába született; magyar származású apja, Alexander Veteranyi bohócként lépett fel, anyja, Josephina Tanasa-Veteranyiakrobata volt. 1967-ben családja elmenekült Romániából. A következő években artistaként és táncosként lépett fel, bejárva a fél világot. 1977-ben édesanyjával Svájcban telepedett le, miután szülei 1974-ben elváltak és apja Buenos Airesben maradt Aglaja nővérével. Noha románul és spanyolul is tudott, a gyakori költözések miatt nem látogatta rendszeresen az iskolát és írástudatlan volt. Később néhány évig bentlakásos iskolába járt, majd drámatagozaton tanult Zürichben. 1982-ben indult színészi és szerzői pályafutása. Emellett színészképzőt végzett a Zürichi Színházi Társaságnál (Schauspiel Gemeinschaft Zürich), ahol később tanított is.
1982-től Veteranyi szabadúszó íróként és színészként élt Zürichben. 1988-tól 2001 augusztusáig Christian Seilerrel közösen vezette a Zürichi Színházi Társaságot. 1996-ban Jens Nielsennel megalapítják az Engelmaschine (Angyalgép) elnevezésű színtársulatot, amelyben 2001-ig közösen vesznek részt színházi projektekben és előadásokban. Számos írása jelent meg folyóiratokban és antológiákban, és különféle színházi projektekben dolgozott, így többek között a Wortpumpe irodalmi kísérleti műhelyben René Oberholzerrel. Tagja volt a német-svájci P.E.N.-Központnak. 2001 őszén súlyos lelki válságba került, ami oda vezetett, hogy 2002 februárjában öngyilkosságot követett el: a Zürichi-tóba fulladt.
Aglaja Veteranyi regényeket, verseket, színdarabokat írt. Az irodalomkritikusok elsősorban hányattatott gyermekkorát feldolgozó önéletrajzi írásait értékelték nagyra eredetiségük miatt. Az utolsó regénye a Das Regal der letzten Atemzüge (A végső sóhajok polca) befejezetlen maradt, csak a halála után adták ki.
Legismertebb regénye az önéletrajzi vonatkozású A gyermek a forró puliszkába esett (Warum das Kind in der Polenta kocht), amiből színházi feldolgozás és film is készült.

## Díjai
- 1998 A Berlini Szenátus ösztöndíja
- 2000 A Berlini Művészeti Díj támogatói díja
- 2000 Az Adelbert-von-Chamisso-Díj támogatói díja[3]
- Zürich város irodalmi támogatói díja

## Művei
- Ein Totentanz: Geschenke. (Haláltánc: ajándékok) Jean-Jacques Volz fametszeteivel. Edition Peter Petrej, Zürich, 1999
- A gyermek a forró puliszkába esett; ford. Billinger Edit; Kráter Műhely, Pomáz, 2003 (Kráter klasszikusok sorozat); (Warum das Kind in der Polenta kocht. Deutsche Verlags-Anstalt, Stuttgart, 1999, ISBN 3-421-05216-6. / Deutscher Taschenbuch-Verlag, München, 2001, ISBN 3-423-12908-5)
  - Fametszetes kiadás Katrin Stangl. Hochschule für Grafik und Buchkunst, Leipzig, 2004
  - Fordításai: román (2003), magyar (2003), szlovák (2004)
  - Színházi feldolgozások: 
    - Ilka Schönbein: Mein eigen Fleisch und Blut (Chair de ma chair)[4][5]
    - Nadine Schwitter: Warum das Kind in der Polenta kocht. Stadttheater Bern und Deutsches Schauspielhaus in Hamburg, 2010[6]
- Das Regal der letzten Atemzüge (A végső sóhajok polca) Deutsche Verlags-Anstalt, Stuttgart und München, 2002, ISBN 3-421-05377-4 / Deutscher Taschenbuch-Verlag, München, 2004, ISBN 3-423-13217-5
  - Fordításai: román (2003), szlovák (2006)
- Vom geräumten Meer, den gemieteten Socken und Frau Butter. (’Az eltűnt tenger, a kölcsönzokni és Butter asszony) Werner Morlang utószavával. Deutsche Verlags-Anstalt, München, 2004, ISBN 3-421-05832-6
  - Fordításai: Lengyel (2005)

### Magyar nyelvű
- Részletek A gyermek a forró puliszkába esett című regényéből (Kráter Kiadó)[halott link]
- Bukarest – Zürichben? Különös írósors, nyelvváltással – Komáromi Sándor

### Német nyelvű
- Rudolf Bussmann und Martin Zingg (Hrsg.): Aglaja Veteranyi weiterschreiben. Mit Beiträgen von Monica Cantieni, Guy Krneta, Gabriele Markus, Mariella Mehr, Michael Mettler, Werner Morlang und Jens Nielsen. In: Drehpunkt, Schweizer Literaturzeitschrift, Nr. 114, Oktober 2002. Lenos Verlag, Basel 2002.[7][8]
- Laura Gieser: Heimatlose Weltliteratur? Zum Werk von Aglaja Veteranyi. In: Germanica, No. 38, 2006, ISBN 2-913857-17-5.[9]
- Vesna Kondrič Horvat: Familienbilder als Zeitbilder bei Franco Supino und Aglaja Veteranyi. In: Beatrice Sandberg (Hrsg.): Familienbilder als Zeitbilder. Erzählte Zeitgeschichte(n) bei Schweizer Autoren vom 18. Jahrhundert bis zur Gegenwart. Frank & Timme, Berlin 2010, ISBN 978-3-86596-288-1. S. 281–292.
- Nina Neudecker: Ich weiss nicht, was eine Muttersprache ist. Porträt und Texte von Aglaja Veteranyi. In: Schweizer Monatshefte, Fokus Chamisso-Preis. Ausgabe 938, Februar 2005. (Auszug online)
- René Oberholzer: „Meine Heimat ist die deutsche Sprache.“ Zur Heimat und Heimatlosigkeit der Aglaja Veteranyi. Essay. In: Driesch, Zeitschrift für Literatur und Kultur, Nr. 10. Driesch Verlag, Drösing 2012, ISSN 2078-6433. S. 130–135.
- Katja Suren: „Am liebsten habe ich Geschichten mit Menschen, die essen oder gekocht werden“. Zur vermeintlich einigenden Kraft des Essens bei Natascha Wodin und Aglaja Veteranyi. In: Claudia Lillge und Anne-Rose Meyer (Hrsg.): Interkulturelle Mahlzeiten. Kulinarische Begegnungen und Kommunikation in der Literatur. Transcript-Verlag, Bielefeld 2008, ISBN 978-3-89942-881-0. S. 171–184.[10]
- Katja Suren: Ein Engel verkleidete sich als Engel und blieb unerkannt: Rhetoriken des Kindlichen bei Natascha Wodin, Herta Müller und Aglaja Veterany. Dissertation. Universität Paderborn, 2010.[11][12]

## Film
- Aglaja játékfilm (2012) Deák Krisztina
- Ludwig Metzger: Hier Himmel – Aglaja Veteranyi. Az SFDRS és a WDR portréfilmje a 3sat részére , 2003.[13]

## Fordítás
- Ez a szócikk részben vagy egészben  az   Aglaja Veteranyi című német Wikipédia-szócikk fordításán alapul.  Az eredeti cikk szerkesztőit annak laptörténete sorolja fel. Ez a jelzés csupán a megfogalmazás eredetét és a szerzői jogokat jelzi, nem szolgál a cikkben szereplő információk forrásmegjelöléseként.